# 2.5次元ダンスライブ「ALIVESTAGE」
『2.5次元ダンスライブ「ALIVESTAGE（アライブステージ）」』（2.5 dimensions of dance live「ALIVESTAGE」）は、2019年から始まった日本の2.5次元舞台作品。原作は「ツキノ芸能プロダクション」内の「ALIVE」シリーズ。通称は『イブステ』。

## 概要
2018年に制作が発表され、2019年5月15日に幕を開ける。
『ALIVE』及び『Growth』『SOARA』のキャラクターと楽曲、世界観をベースに舞台化した作品で、原作を同じくする『ツキステ。』、『スケステ』の後続シリーズである。
前述の2シリーズと同じく、一幕：芝居パート、二幕：ダンスライブパートと分かれており、『お当番』など、ツキプロ舞台シリーズに共通する制度がある。二幕においてシリーズ内の他タイトルでは声優歌唱のCD音源でのパフォーマンスだが、SOARAはバンドである事から、一部楽曲はキャストの生演奏・生歌唱で披露される。
Episode 2 より舞台オリジナル曲が制作されている。
2022年10月現在までで、Episode 7 まで公演されている(外伝を除く）。

### ZIX
他のツキプロ舞台シリーズと違い、メインのSOARA、Growthの2ユニットに加え、ライバルユニットとしてZIXが一幕の芝居パート・二幕のダンスライブパートに出演する。「外伝」「ジクステ」としてZIXメインの公演も行われている。

## 沿革

### 2018年
- 11月10日、AGF2018にてALIVEシリーズのSOARA実写映画化と並び、ALIVEシリーズのGrowthメインの舞台化作品として『2.5次元ダンスライブ「ALIVESTAGE（イブステ）」』3部作制作が発表される[1]。

### 2019年
- 5月15日、2.5次元ダンスライブ「ALIVESTAGE」Episode 1『Let us go singing as far as we go; the road will be less tedious. – 歌いながら歩こうよ –』が幕を開ける。
- シリーズ第一作の本作は、「ALIVE」と銘打たれているが、Growthのみの出演であった。千秋楽カーテンコールには Ep2 から出演する舞台版SOARAキャストが登場した。

### 2020年
- 4月10日、公式ツイッターにて新型コロナウイルス感染状況や政府および都の方針等を受け、4月24日から5月6日のEpisode3全18公演中止及び Episode 2 BD発売記念イベントの中止が発表された[2]。
- これに代わって、公式ツイッターにて特別映像が公開された[3][4]。
- 10月29日、中止となっていた Episode 3 の振替公演が公開された[5]。
- Episode 3 千秋楽公演にてイブステ2ndシーズン制作決定が発表された[6]。並びに、シリーズ初となる外伝 2.5次元ダンスライブ「ALIVESTAGE」外伝 ZIX STAGE『Break It!』も発表された[7]。
- 12月1日、2ndシーズンの出演者発表にて、桜庭涼太役のキャストが三谷怜央から橘りょうに変更となることが明かされた。今回がシリーズ初のキャスト変更となった。

### 2022年
- 10月26日、Episode 7 情報公開に伴い、在原守人役のキャストが石渡真修から影山達也に、桜庭涼太役のキャストが橘りょうから田中尚樹に変更となることが明かされた。シリーズを通して、SOARA舞台版としてのキャスト変更は初、Growthは毎seasonで桜庭涼太役のキャストが変更となっている。（シリーズ全体では三人目のキャスト変更となった）[8][9]

## 公演リスト
- 「公演一覧 イブステ公式サイト」

### 本公演

#### 1stシーズン
- 2.5次元ダンスライブ「ALIVESTAGE」Episode 1『Let us go singing as far as we go; the road will be less tedious. – 歌いながら歩こうよ –』[10]
  - （2019年5月15日 - 19日、草月ホール、全9公演）
- 2.5次元ダンスライブ「ALIVESTAGE」Episode 2『月花神楽 -青と緑の物語-』[11]
  - 青藍の章／浅葱の章（2019年11月8日 -  17日、ヒューリックホール東京、全14公演）
- 2.5次元ダンスライブ「ALIVESTAGE」Episode 3『SCHOOL REVOLUTION Hello 神さま 僕はここにいる！』[12]
  - Ver.BULE／Ver.GREEN（2020年4月24日 - 5月6日、ヒューリックホール東京、全18公演）※公演中止[2]
  - Ver.BLUE／Ver.GREEN（2020年10月29日 - 11月8日、ヒューリックホール東京、全16公演）

#### 2ndシーズン
- 2.5次元ダンスライブ「ALIVESTAGE」Episode 4『WYD』[13]
  - Ver.BLUE／Ver.GREEN（2021年2月4日 - 2月14日ヒューリックホール東京、全14公演）
- 2.5次元ダンスライブ「ALIVESTAGE」Episode 5『月野百鬼夜行綺譚 天獄 -君死にたまふことなかれ-』[14]
  - Ver.BLUE／Ver.GREEN（2021年9月2日 - 9月12日、東京ドームシティ シアターGロッソ、全14公演）
- 2.5次元ダンスライブ「ALIVESTAGE」Episode 6『Gift』
  - Ver.BLUE／Ver.GREEN（2022年3月18日 - 3月27日、ヒューリックホール東京、全16公演）[15]

#### 3rdシーズン
- 2.5次元ダンスライブ「ALIVESTAGE」Episode 7『斬心 -霖雨蒼生-』
  - Ver.BLUE／Ver.GREEN／特別公演（2023年1月20日 - 1月29日、ヒューリックホール東京、全12公演）
- 2.5次元ダンスライブ「ALIVESTAGE」Episode 8『太極伝奇の、舞台裏』
  - Ver.BLUE／Ver.GREEN（2023年7月29日 - 8月7日、なかのZERO 大ホール、全13公演）[16]
- 2.5次元ダンスライブ「ALIVESTAGE」Episode 9『オトアツメ feat.ORIGIN』
  - Ver.BLUE／Ver.GREEN（2024年5月10日 - 19日、ヒューリックホール東京、全14公演）

### 外伝
- 2.5次元ダンスライブ「ALIVESTAGE」外伝 ZIX STAGE『Break It!』[7]
  - （2021年2月27日 - 28日、草月ホール、全4公演）

### 合同ライブ
- 2.5次元ダンスライブ「ALIVESTAGE」＆「S.Q.S」合同ライブ(仮)
  - （2024年11月20日 - 24日、東京ドームシティ シアターGロッソ）

### イベント
- 2.5次元ダンスライブ「ALIVESTAGE」Episode 1 発売記念イベント（2019年12月7日）[17]
- 2.5次元ダンスライブ「ALIVESTAGE」Episode 2『月花神楽 -青と緑の物語-』発売記念イベント（2020年5月9日）※中止[18]
- 『ムービックステージオンリーショップ2022』オンライントークイベント（2022年7月23日）
- 2.5次元ダンスライブ「ALIVESTAGE」Episode 7『斬心 -霖雨蒼生-』発売記念イベント（2023年11月26日、animate hall BLACK）
- 2.5次元ダンスライブ「ALIVESTAGE」Episode 8『太極伝奇の、舞台裏』発売記念イベント（2024年3月20日、animate hall BLACK）
- 2.5次元ダンスライブ「ALIVESTAGE Episode 9『オトアツメ feat.ORIGIN』」発売記念イベント（2025年1月11日、animate hall BLACK）

### 配信イベント
- オンライン謎解きゲーム2.5 次元ダンスライブALIVESTAGE『空森学園七不思議のナゾをとけ!!』（2020年11月13日 - 29日）[19]
- ツキプロチャンネルあおぞらスペシャル！48時間生配信（2020年11月7日・ 8日、YouTube・ニコニコ生放送）[20]
- ツキプロチャンネル48時間生配信2021（2021年11月6日・7日、YouTube・ニコニコ生放送）
- ツキプロチャンネル48時間生配信2022（2022年11月5日・6日、YouTube・ニコニコ生放送）
- ツキプロチャンネル48時間マジカルTV（2023年11月3日・4日、YouTube・ニコニコ生放送）

## 本公演キャスト
2022年3月公演までにおいて、キャスト変更はep4、ep7の計三名。
この項では他シリーズのゲスト出演等の出欠は記載しない。

### SOARA（ソアラ）
- 大原空
  - ep2～ - 堀田竜成[21]（ep5での役名は【猫又】）
- 在原守人
  - ep2～ep6 - 石渡真修[21]（ep5での役名は【白澤】）
  - ep7～ - 影山達也[8]
- 神楽坂宗司
  - ep2～ - 吉田知央[21]（ep5での役名は【鬼】）
- 宗像廉
  - ep2～ - 植田慎一郎[21]（ep5での役名は【かまいたち】）
- 七瀬望
  - ep2～ - 渡邉響[21]（ep5での役名は【雷神】）

### Growth（グロース）
- 衛藤昂輝
  - ep1～ - 塩澤英真[22]（ep5での役名は【九尾の狐】）
- 八重樫剣介
  - ep1～ - 石川翔[22]（ep5での役名は【犬神】）
- 桜庭涼太
  - ep1～ep3 - 三谷怜央[22]
  - ep4～ep6 - 橘りょう[23]）（ep5での役名は【水妖】）
  - ep7～ - 田中尚輝[8]
- 藤村衛
  - ep1～ - 岩佐祐樹[22]（ep5での役名は【影法師】）

### ZIX（ジックス）
- 須貝誠
  - ep1～ep3、ep5～ep6、ep8～ - 五十嵐拓人[24]（ep5での役名は【大口真神】）
- 菱田満
  - ep1～ep3、ep5～ep6、ep8～ - 山根理輝[24]（ep5での役名は【河童】）

## 舞台オリジナルキャスト
※太字で記載されている名前は、「オリジナルキャラクター」外のキャラクターとする。主に、原作に登場しているキャラクターを指す。

### Episode 1『Let us go singing as far as we go; the road will be less tedious. – 歌いながら歩こうよ –』
- 飯島秀人：倉貫匡弘[25]
- ショーン、門脇将太：鈴木翔音[25]
- 長岡博：阿部晃介[25]
- 尾形恭平：松木里功[25]
- 番組スタッフ：中島一博[25]

### Episode 2『月花神楽　-青と緑の物語-』
- 六道：山沖勇輝[26]
- 五道：磯貝龍乎[26]
- アンサンブル
  - 森川大輝
  - 伊藤智則
  - 石井凌
  - アブラヒム・ハンナ

### Episode 3『SCHOOL REVOLUTION Hello 神さま 僕はここにいる！』
- 堺秀夫：石川竜太郎[27]
- 小森達也：桜木大河[27]
- 浅田遠矢：今井俊斗[28]
- 本間悠斗：露口祐斗[28]
- アダム・ウィーブル：アブラヒム・ハンナ[28]
- ジャクソン・クルーズ：澤田ジャスティン[28]

### Episode 4『WYD』
- 渡良瀬謙：戸井勝海[29]
- 若月日向：川井雅弘[30]
- 宇田川孝二：塩崎こうせい
- 小塚大輔：新張将洋
- 小塚定介：宮脇優

### 外伝『Break It!』
- 須貝仁：吉田晃太郎[31]
- 菱田忠司：武田知大[31]
- 小松原良一：本郷小次郎[31]
- コンビニ店長：川末敦[31]
- 客：田中崇士[31]

### Episode 5『月野百鬼夜行綺譚 天獄 -君死にたまふことなかれ-』
- 始（黒天狐）：縣豪紀
- 伊耶那岐：ひのあらた[32]
- 思金神：友石竜也[32]
- 迦具土神：金澤慎治[32]
- 志那都比古神：寧[32]
- 牛頭：古谷陸[33]
- 馬頭：前田真弥[33]
- 三吉鬼：中島一博[33]
- アンサンブル
  - 久野木貴士
  - 加納義広
  - 山本耕大
  - 上島純也
  - 毛利光汰
  - 山田大雅

### Episode 6『Gift』
- 浜田尚人：高田舟[34]
- 安藤一慶：後藤晋彦[34]
- アンサンブル
  - 荒木浩介
  - 伊東征哉
  - 森川大輝
  - 長野伸乃助

### Episode 7『斬心 -霖雨蒼生-』
- 霜月隼（絶世卿） - 小栗諒[35]
- 2ez - 北村海[36]
- アンサンブル
  - 黒沼亮
  - 佐藤聖之
  - 加納義広
  - 橋本直也
  - 伊東征哉
  - 森川大輝
  - 東井隆希

### Episode 8『太極伝奇の、舞台裏』
- Six Gravity 
  - 睦月始：縣豪紀
  - 弥生春：太田裕二
  - 師走駆：澤邊寧央

- オリジナルキャラクター 
  - 瀬谷 太一：中村誠治郎
- アンサンブル
  - 伊藤俊
  - 本多ロドリゴひでき
  - 大崎聖奈
  - 成田道行
  - 内山純弥
  - 中田直之
  - 山田大雅
  - 海田波知
  - 桑田蓮
  - 早川維織
  - 田上来

### Episode 9『オトアツメ feat.ORIGIN』
- Solids
  - 篁志季：塚本凌生
- Quell
  - 和泉柊羽：上山航平
- オリジナルキャラクター
  - 村上幸平
  - 島田連矢
- アンサンブル
  - 中島一博
  - 加来亮凪
  - 安久真修
  - 丸⼭武蔵

## ダンサー
五十音順で表示。
- Okapl（Ep3～Ep6）
- TAIKI（Ep1～Ep6）
- 飯島康平（Ep7～Ep8）
- 池口祐（Ep2）
- 岡澤佑紀（ep2～Ep3）
- 小川誠太（Ep7～Ep8）
- 落合悠介（Ep1～Ep2、Ep4）
- かにえゆうき（Ep5）
- 木下流声（Ep6）
- 駿太（Ep4）
- だいき（Ep1～Ep3）
- ダイチ（Ep2～Ep3、Ep8～Ep9）
- 竹井弘樹（Ep7）
- 徳留達也（Ep5～Ep6）
- 廣瀬大智（Ep7～Ep8）
- 松木里功（Ep1～Ep2）
- 島田連矢（Ep9）
- 安久真修（Ep9）
- 丸⼭武蔵（Ep9）

### 外伝
- 奥野翼
- かにえゆうき
- 安久真修
- 山内涼平

## 主なスタッフ
- 原作・脚本：ふじわら（ムービック）
- キャラクター原案：志島とひろ

- 原作楽曲提供：滝沢章
- 演出：鄭 光誠（VACAR ENTER TAINMENT）
  - 外伝：野元準也（Planet Kids Entertainmen）

- 振付：石岡貢二郎（K-DanceNexus）、池口祐太（Ep2 - Ep3）、祐太（Ep4、Ep6）、田中むねかず（Ep4劇中歌、Ep5）、五十嵐拓人（Ep5 - Ep6）
  - 外伝：五十嵐拓人、祐太
- 音楽：印南俊太朗（Ep1 -）、端山奏子（Ep3 -）
- 衣裳：西田さゆり
  - 外伝：西田さゆり

- ヘアメイク：西村裕司（earch）（Ep1 -）、杉田智子（Ep1 -）、太田夢子（earch）（Ep1 - 2）、成谷充未（Ep5）
  - 外伝：西村裕司（earch）、杉田智子
- 企画・制作：イブステEP1製作委員会（ムービック / サンライズプロモーション東京 / Planet Kids Entertainment）

## バラエティ番組

### イブステTV
- 『イブステTV』のタイトルで、2020年4月29日から全4回、毎週水曜日23時から、TOKYO MX他にて放送された。

### プロステTV
- 『プロステTV』のタイトルで、2022年1月5日から全13回、毎週水曜22時30分よりTOKYO MXにて放送された。回替わりでツキプロ舞台シリーズのキャストたちが出演する。

## ディスコグラフィ
詳細は「イブステリリース情報 ツキプロ公式サイト」を参照

### 本公演・外伝・ライブDVD&Blu-ray
- 【BD】2.5次元ダンスライブ「ALIVESTAGE」Episode 1 『Let us go singing as far as we go; the road will be less tedious. –歌いながら歩こうよ–』（2019年12月20日発売）
- 【BD】2.5次元ダンスライブ「ALIVESTAGE」Episode 2『月花神楽 -青と緑の物語-』（2020年06月26日発売）
- 【BD】2.5次元ダンスライブ「ALIVESTAGE」Episode 3『SCHOOL REVOLUTION Hello 神さま 僕はここにいる！』（2021年5月28日発売）
- 【BD】2.5次元ダンスライブ「TSUKIPRO STAGE」『キソセカイステージ：eins「ソラヲワタルカゼ」』（2021年6月25日発売）
- 【BD】2.5次元ダンスライブ「ALIVESTAGE」Episode 4『WYD』（2021年8月27日発売）
- 【BD】2.5次元ダンスライブ「ALIVESTAGE」外伝 ZIX STAGE『Break It!』（2021年8月27日発売）
- 【BD】2.5次元ダンスライブ「ALIVESTAGE」Episode 5『月野百鬼夜行綺譚 天獄 -君死にたまふことなかれ-』（2022年2月25日発売）
- 【BD】2.5次元ダンスライブ「ALIVESTAGE」Episode 6『Gift』（2022年9月30日発売）
- 【BD】2.5次元ダンスライブ「ALIVESTAGE」Episode 7『斬心 -霖雨蒼生-』（2023年8月25日発売）
- 【BD】2.5次元ダンスライブ「ALIVESTAGE」Episode 8『太極伝奇の、舞台裏』（2024年2月23日発売）
- 【BD】2.5次元ダンスライブ「ALIVESTAGE」Episode 9『オトアツメ feat.ORIGIN』（2024年11月29日発売）

### 関連DVD&Blu-ray
イブステキャストが出演するツキプロ舞台シリーズ内の他タイトル公演やTV番組について記載する。
- 【BD】2.5次元ダンスライブ「S.Q.S」Episode 4『TSUKINO EMPIRE2 -Beginning of the World-』（2020年3月27日発売）
- 【BD】IVESTA TV（2020年09月25日発売）
- 【BD】2.5次元ダンスライブ「S.Q.S」Episode 6『キソセカイステージ：zwei「アカイホノオ」』（2021年9月2日発売）

### 公演CD
- 2.5次元ダンスライブ「ALIVESTAGE」Episode 2『月花神楽』（2019年11月29日発売）
  - Episode2『月花神楽』主題歌「月花神楽」
  - Episode2『月花神楽』～浅葱の章～挿入歌「浅葱萌ゆ」
  - Episode2『月花神楽』～青藍の章～挿入歌「青藍の空へと」
- 2.5次元ダンスライブ「ALIVESTAGE」Episode 3『Hello 神さま 僕はここにいる！』（2020年5月29日発売）
  - Episode 3 『SCHOOL REVOLUTION Hello 神さま 僕はここにいる！』主題歌「SCHOOL REVOLUTION Hello 神さま 僕はここにいる！」
  - Episode 3『SCHOOL REVOLUTION Hello 神さま 僕はここにいる！』Ver.GREEN 劇中歌 「to the future」
  - Episode 3『SCHOOL REVOLUTION Hello 神さま 僕はここにいる！』Ver.GREEN 劇中歌 「to the future」
- 2.5次元ダンスライブ「ALIVESTAGE」Episode 4『WYD』（2021年2月26日発売）
  - Episode 4 『WYD』主題歌「WYD」
  - Episode 4 『WYD』Ver.GREEN 劇中歌「ハウル -ver.WYD-」
  - Episode 4 『WYD』Ver.BLUE 劇中歌「BUZZER BEATER -ver.WYD-」
- 2.5次元ダンスライブ「ALIVESTAGE」Episode 5『月野百鬼夜行綺譚 天獄 -君死にたまふことなかれ-』（2021年10月8日発売）
  - Episode 5 『月野百鬼夜行綺譚 天獄 -君死にたまふことなかれ-』主題歌「万古詠唱」
- 2.5次元ダンスライブ「ALIVESTAGE」Episode 6『Gift』（2022年4月1日発売）
  - Episode 6『Gift』主題歌「Gift For The Music」
- 2.5次元ダンスライブ「ALIVESTAGE」Episode 7『斬心 -霖雨蒼生-』（2023年2月17日発売）
  - Episode 7『斬心 -霖雨蒼生-』主題歌「斬心-無形ノ八重-」
- 2.5次元ダンスライブ「ALIVESTAGE」Episode 8『太極伝奇の、舞台裏』（2023年9月29日発売）
  - Episode 8『太極伝奇の、舞台裏』」主題歌「太極伝奇～約束～」
- 2.5次元ダンスライブ「ALIVESTAGE」Episode 9『オトアツメ feat.ORIGIN』（2024年7月26日発売）
  - Episode 9『オトアツメ feat.ORIGIN』」主題歌「ORIGIN -芽生えの詩-」

### 関連書籍
1. ↑  ツキプロ公式『AGF2018 お知らせ③』
2. 1 2  イブステ公式『イブステEp3公演中止のお知らせ』
3. ↑  イブステ公式『イブステEp3公演中止のお知らせ④特別映像』
4. ↑  イブステ公式『イブステEp2発売記念イベント中止のお知らせ②特別映像』
5. ↑  イブステ公式『イブステEp3振替公演情報』
6. ↑  イブステ公式『イブステ2ndシーズン制作決定』
7. 1 2  イブステ公式『ジクステ発表』
8. 1 2 3  イブステ公式『Ep7キャスト情報』
9. ↑  イブステ公式『Ep7新キャストコメント』
10. ↑  イブステ公式『イブステep1』
11. ↑  イブステ公式『Ep2タイトル決定』
12. ↑  イブステ公式『イブステEp3情報』
13. ↑  イブステ公式『Ep4』
14. ↑  イブステ公式『Ep5』
15. ↑  イブステ公式『Ep6タイトル決定』
16. ↑  “2.5次元ダンスライブ「ALIVESTAGE」公式Twitter”. 2023年4月30日閲覧。
17. ↑  イブステ公式『Ep1BD発売記念イベント』
18. ↑  イブステ公式『イブステEp2発売記念イベント中止のお知らせ』
19. ↑  イブステ公式『オンライン謎解き』
20. ↑  イブステ公式『ツキチャ生配信出演者情報』
21. 1 2 3 4 5  イブステ公式『ep2情報①』
22. 1 2 3 4  イブステ公式『イブステ出演者』
23. ↑  イブステ公式『2ndシーズン出演者情報②』
24. 1 2  イブステ公式『ep1情報更新②』
25. 1 2 3 4 5  イブステ公式『ep1追加出演キャスト及び役名更新』
26. 1 2  イブステ公式『Ep2オリジナルキャラクター決定』
27. 1 2  イブステ公式『イブステEp3出演者情報』
28. 1 2 3 4  イブステ公式『イブステEp3出演者情報②』
29. ↑  イブステ公式『Ep4オリジナルキャラクターキャスト決定』
30. ↑  イブステ公式『Ep4追加キャラキャスト決定』
31. 1 2 3 4 5  イブステ公式『ジクステ追加出演者』
32. 1 2 3 4  イブステ公式『Ep5オリジナルキャラクター』
33. 1 2 3  イブステ公式『Ep5オリジナルキャラクター②』
34. 1 2  イブステ公式『Ep6オリジナルキャラクター』
35. ↑  イブステ公式『特別公演ゲストキャラクター』
36. ↑  イブステ公式『Ep7オリジナルキャラクター』

### イブステ公式
- イブステ公式Twitter
- 公演一覧（公式サイト）
- Let us go singing as far as we go; the road will be less tedious.- 歌いながら歩こうよ -
- 月花神楽～青と緑の物語～
- SCHOOL REVOLUTION Hello 神さま 僕はここにいる！
- WYD
- Break It!
- 月野百鬼夜行綺譚　天獄 -君死にたまふことなかれ-
- Gift
- イブステTV
- プロステTV

### イブステ関連サイト
- ツキノ芸能プロダクション
- ツキノ芸能プロダクション（ツキプロ）公式（@tsukino_pro）
- ツキステ。公式（@tsukista）
- ツキウタ。
- ツキウタ。公式（@tsukiuta1）
- ツキウタ。真公式(@tsukiuta2）
- ツキウタSS（@tsukiutass）
- S.Q.S（スケステ）公式（@sqstage）
- ALIVE公式（@aliveinfo1）
- 株式会社サンプロモーション・エンターテイメント（サンプロ）公式（@sunpro_info）
- alive_stage（イブステ）公式(@alive_stage）
- ☆劇場版SOARA☆公式（@soara_movie）
- イブステ公演サイト一覧
- プロステ公演サイト一覧
- ツキノ芸能プロダクション公式youtube
- ツキプロチャンネル４８時間生配信2021（@tsukipro48h）